# Fatimabön
Fatimabön är ett samlingsuttryck för fem böner som kom till under Mariauppenbarelserna i Fátima, Portugal 1917. Den vanligaste av dessa är dekadbönen eftersom den ofta används i rosenkransen. De andra kallas Förlåtelsebönen, Ängelns bön, Den eukaristiska bönen och Offerbönen.  

## Dekadbönen
Här följer bönen först på originalspråket portugisiska, därefter på latin och sist på svenska.
"Ó meu bom Jesus perdoai e livrai-nos do fogo do inferno, levai as almas todas para o céu e socorrei as que mais precisarem de vossa infinita misericordia. Amen."
"O mi Iesu, dimítte nobis débita nostra, líbera nos ab igne inferni, cónduc in cælum omnes ánimas, præsertim illas quæ máxime índigent misericordia tua. Amen."
"O min Jesus, förlåt oss våra synder, bevara oss från helvetets eld. Led alla själar till himmelen*, särskilt dem som behöver din barmhärtighet allra mest. Amen."

(* Lokalt förekommer bruket att ersätta ordet "himmelen" med "paradiset".)